# 烏特基內 (阿爾切夫斯克區)
48°19′30″N 38°47′24″E / 48.32500°N 38.79000°E
烏特基内（烏克蘭語：Уткине）是位於烏克蘭東部的村莊，由盧甘斯克州阿爾切夫斯克區的阿爾切夫斯克市鎮負責管轄。該村面積1.18平方公里，海拔高度292米，2001年人口213，人口密度每平方公里181.3人。